# Ecséd
Ecséd község Heves vármegye Hatvani járásában.

## Fekvése
A Mátra lábánál fekszik, Hatvantól körülbelül 13 kilométerre északkeletre. Jelentősebb magaslata az Öreghegy, vízfolyása az Ágói-patak.
Főutcája a Hort és Rózsaszentmárton között húzódó 24 141-es út, ezen érhető el mindkét végponti település felől. Déli határában húzódik a 3-as főút – melyről Hortnál letérve érhető el –, sőt az M3-as autópálya is, melynek azonban nincs csomópontja a közelben.

## Története
Természeti adottságai révén sok erdő található a külterületeken, amely az 1930-as éveket követően sajnos, megritkult. A külterületek nagysága 7121 hold, többsége mezőgazdasági terület, a délnyugati fekvésű területeken pedig különböző kultúrnövények, valamint gyümölcsök termesztése folyik. Ezek a területek is lakottak voltak a 18. századtól egészen az 1950-es évekig, több földműves család is megtalálható volt itt, olyanok, mint a Fáy család, a Csala család vagy a Szepessy család.
A községtől délre húzódó horti út egy része a "vaskapu", az elnevezés a hagyomány szerint a török hódoltsággal hozható összefüggésbe. Északkeleti irányban az út a szomszédos községekbe vezet, például Rózsaszentmárton és Szűcsi településekre. A mai település területe 4.164 hektár, lakosainak száma 3.522 fő, vallási-felekezeti megosztása a következő, 2972 római katolikus keresztény hívő száma, 141 pedig református, és 17 evangélikus. 1846-ban a lakosság 2967 fő, ebből 12 református, 1 görögkatolikus és 37 izraelita, a lakosság többi része római katolikus. 1930-ban a község lakosságának száma 307 fő, többnyire katolikus keresztény vallású, amely vallásosságát a második világháború után is megtartotta. Bár az I. világháborút követően egészen az 1970-es évekig a lakosság száma csökkent, ám az 1980-as évekre ismét elérte a 3000 főt. Ma is sokan foglalkoznak mezőgazdasággal, mezőgazdasági vállalkozásokkal, földműveléssel, akárcsak ezelőtt száz évvel. Legtöbben szőlőműveléssel foglalkoznak, amely erre a kedvező, déli fekvésű bortermelő vidékre jellemző. "A jobbágyság szőlőművelése 1480 körül kimutatható."
A település keletkezéséről sokféle vélemény olvasható, ennek oka a levéltári és a régészeti kutatások eltérő adataiban keresendő. Ami biztos a dűlők, illetve az északi fekvésű Öreghegy oldalában VIII. és IX. századi sírleleteket, valamint kelta kori kincseket találtak, ami bizonyítja, hogy már a 10. század körül lakott terület volt, akárcsak a Mátra irányába fekvő többi település. Az államalapítás előtti időszakban besenyők lakták, ami a település nevében még ma is él. Mindezek az ősi birtokok az Aba nemzetséghez tartoztak, "melynek Patán (Gyöngyöspata) volt a vára (…), tudni kell, hogy a törzsi arisztokrácia némely tagjai is tevékenyen közreműködtek az új rendszer megszilárdításában." A község sorsának további alakulása, a XII-XIII. században nem ismeretes, azonban az 1232-37-es pápai jegyzékben, mint önálló plébániával rendelkező települést említik Eched néven. A későbbi iratok, és okmányok Eched, Echid néven, egy 1267-es írott forrás pedig Edewch alakban említi. Mindezek a nevek kapcsolatba hozhatóak Borovszky Samu: Magyarország című művében található megjegyzéssel, amely szerint a honfoglalást követően a Mátra, a Bükk és a Tisza területét Ed vagy Edömér vezér kapta meg. Vagyis a település eme két vezérrel hozható kapcsolatba, ugyanis valamelyikük fia az a Póta vezér, aki felépítette a patai várat, amely később "a századok alatt város jogot kapott"5 -olvasható Péter József helytörténeti író kéziratában. A település neve, valamint az 1232-1237-es évi pápai összeírás is sejteti, hogy a település talán a 11. század körül keletkezhetett, szemben Könyves Árpád nevű helyi jegyző véleményével, aki 1935-ben készült kéziratában, azt vallja, hogy a település a tatárjárás idején alakult, a sajómezei csatavesztést követően. A tatárjárás történetében a településnek annyi része volt, hogy a területen átvonuló mongol seregek a kialakulóban lévő falvakat lerombolták.
Ide tartozik egy történet, amely a község egyik nagybirtokosának nevével van összefüggésben. A történet a sajómezei csata során bontakozik ki, amikor a tatár sereg által körbevett zsúfolt szekértáborban rekedt magyar csapatok közül kirontott a király, s a kevés testőrséggel együtt Észak- Magyarországon keresztül menekült, nyomában a tatár üldözőkkel. "Egy csapat nemes úr a királlyal lovagolt, hogy felváltva adják át hátaslovukat a királynak, ha annak lova fáradni kezdett a száguldásban. Aki átadta lovát, a helyszínen maradt. Így vágtatott egy éjjel és egy nappalon át a Felvidék erdőségeik védelmében, nyomában a portyázó tatárokkal a király kis csapata, s maradt le sorra a lovát (és önmagát) feláldozó Hont Pázmány András és öccse, Tamás, aki testével fogott fel egy, a királynak szánt csapást, Póknembeli Móric, Gutkeled István, Ákosnembeli Máté fia Detre, Balognembeli Miklós, Aba Sámuel nemzetségéből Lőrinc és Sándor, Rátóti Lőrinc, Csáknémbeli Máté. Miután Ákos nembeli Ernye, a király testőre átadta a lovát, amely később sem bírta a hajszát, az egyik Rugac fiú, a király lovásza (Rugac Dan és Barnabás) átadta saját lovát, s önmagát feláldozva tartotta fel a tatár lovasokat, így sikerült megmenekülnie a királynak. Nemeskürty István könyvében olvasható, hogy egy Ernye főlovászmester számára 1250 júliusában kiállítottak egy oklevelet, amelyben ez áll: "a saját menekülésére szánt lovat személyünk megmentése érdekében átadta nekünk. Ő maga üldözőnkkel harcba bocsátkozva több lándzsadöféstől és nyíllövéstől kapott sebekkel vitézül ellenállt. IV. Béla a tatárjárást követően a Rugac testvérekről tudomást szerzett, akiket megjutalmazott egy Abaúj vármegyei Say községgel, 1243-ban.
Később a birtokot, fájó sebeik után Fáy birtoknak nevezték el, majd maguk is felvették ezt a nevet 1293-ban. A Fáy család, az 1950-es évekig fontos szerepet töltött be a község életében.
1383-ban a Szücsi család birtokában találhatjuk a települést, majd királyi adományként 1412 után a Pálóczy családé, egészen a XVI. századig. 1429-ben a község oklevelei alapján nevét Echyd alakban említik, a mohácsi csatavesztés során elhunyt Pálóczy Antalt követően Pirinyi Péter igyekezett megszerezni, de a birtokjog női ágon Ráskay Zsigmondéra szállt, 1548-ban. Azonban a település jogos örökösei a Dobó fivérek, akik több ízben tiltakoztak a terület jogtalan használata ellen, 1536-ban, majd 1538-ban a leleszi conventnél, ezt követően az egri káptalannál, de jogos birtokukhoz csak 1549-ben jutottak. Ugyanis a birtokot csak Pirinyi Péter halála után voltak jogosultak használatba venni a birtokot, akit "1542 októberében a Buda elleni hadjáratban való ellentmondásos szereplése miatt (…)"8 letartoztattak. Így 1549-50-ben készült összeírás szerint a település Bebek Ferenc birtokába került.
Ebben az időszakban a török hódítás az egri püspökség területein először a Jászságban, majd Heves vármegyében következett be, mégpedig Hatvan várának elfoglalásával (1544-ben). A török hódoltság alatt szörnyű adókkal sújtották a magyar területeket, hódítók kereszténység iránti magatartása, az iszlám és a kereszténység közötti éles ellentétből adódott. Soós Imre könyvében utal a szörnyű állapotra, amely következtében nemcsak Heves vármegye, hanem "a hódoltság egész területe már a 16. század végén valóságos missziós területté vált." Ennek ellenére a népben az adófizetőt látták, s ezért a község kisebb veszteséggel vészelte át a török uralmat.
1605-ben a település Röthy Orbán földbirtoka, aki Bocskai Széchény várkapitánya volt. Fiú ágon kihalván Röthy Katalin férje, Fáy István, Borsod vármegye alispánja örökölte. 1608-ban a Copris Juris szerint a település Báthori Gábor tulajdona, míg a szomszédságban lévő község Ballasa Imre birtoka.
1691-ben 16 telekgazda, 20 szőlőművelő házaspár és 10 házatlan zsellér élt itt, 1723-ban az akkori földbirtokos 26 német családot telepített be, a szabadságharc és a pestis járvány okozta fogyatkozó lakosság pótlására. Azonban 1730-ban a betelepült német családok egy része elköltözött, de voltak olyan családok is, amelyek elvegyültek a magyar lakossággal, például a Bolla, Botha és Bollák család. A Rákóczi-szabadságharc idején, 1705-ben Egerben tartózkodott II. Rákóczi Ferenc, ez időben rendelte el több kisebb vár lebontását vagy megerősítését. Egyebek között az ecsédi várat is, meg akarta erősíteni, s ehhez francia építészeket hívott meg. Ez idő tájt került sor Gyöngyösön egy sikertelen békekötésre is, és a várat mégsem erősítették meg a konföderációban bekövetkező széthúzások miatt, pedig "tudatában volt annak, hogy a szabadságharc olyan történelmi pillanatban indult, amikor az egyetemes és az országos ügy közös európai érdekben kapcsolódott össze." II. Rákóczi Ferenc második térségbeli látogatásáról számol be a Borovszki-féle Nógrád vármegyei monográfiában, amely szerint "1710. január havában megkezdte az előnyomulást és kemény téli időben, január 18-án Heves vármegyében Ecséden egyesült Károlyi hadtestével és gyalogságával, onnan 20-án átvonult Kállóra ahol 21-én mielőtt tovább vonult volna, buzdító beszédet intézett hadaihoz…". (Heves megyei Hírlap 2004. október 4. száma; Horizont rovat 7. o.) Az újság cikkben a szerző kitér arra is, hogy a fejedelem és serege a falun kívül táborozott a pestisjárvány miatt.
A 18. század végétől a település a Fay család tulajdona, 1699-ben épült kőtemplomát említik az 1711. évi hatvani uradalmi iratok. Ezt erősítik meg a Grassalkovich irattárból előkerült 1720-as iratok, amelyek szerint a barokk stílusú templomot mindenszentek tiszteletére emelték. 1766-ban kerül Ecsédre Miklóssy Ferenc, akit 1803-ban nagyváradi püspökké szenteltek, ő volt, aki elrendelte a templom szűkössége és rossz állapota miatti átépítést. Ugyanabban az évben, 1766 júliusában látogatott el a településre gróf Eszterházy Károly egri érsek, aki megvizsgálta a hitéletet. 1772-ben, Falkner Ferenc plébános megkapja az utasítást Eszterházy püspöktől, hogy új templomot építsen, amelyet 1787-ben be is fejez. Ebben az évben a lakosok száma 1478 fő.
Az iskola 1796-ban épült, majd később két kastély is, amely a 19. századi klasszicizmust követi. A Fáy Rudolf féle kastély 1807-ben épült, míg a többi az 1875-ös időszakban követte. A mai általános iskola alapépítménye volt az egyik régebben épült kastély, amelynek az örökösei a Rádayak, majd később Richter Adolf, a Kőbányai Gyógyszeárurgyár alapítójának, Richter Gedeonnak édesapja. Azonban ezt a kastélyt 1901-ben az egri érsekség megvásárolta iskolaalapítás céljából.
Az 1830-as években Ecséd is, mint ahogy a többi magyarországi település is, a reformoknak, a változásának és a jobb kulturális élet megteremtésének, valamint a közterhek egyenlő mértékű való vívott harcnak a hevében égett. Ebben az időszakban a településen, akárcsak, az egész északkeleti vidéken, kitört a kolera járvány, amely pánikot okozott, közvetlenül azután, hogy "a felvidéki jobbágyság 1831 nyarán, egy kolerajárványt ügyetlen erőszakkal megfékezni igyekvő hatósági intézkedés következtében fellázadt."
A járvány tovább szedte áldozatait. A közeli Hatvanban "1831-ben (…) egy hónap alatt egyes források szerint 300-an estek áldozatul, míg egy másik forrás 79 megbetegedésről tud és 51 halálesetről."
1848-ban Pestet is elérte a forradalom, és lassan az egész ország gyülekezett a nép zászlaja alatt. A szabadságharc alakulásában és folyamatában a település szerepe csak érintőleges volt, az átvonuló csapatok részére csak élelmet és szállást kellett adnia a lakosságnak. A térség történetéhez tartozik a közeli Hatvan városban és a közeli települések mellett vívott csata, amely 1849. április 2-án zajlott a Gáspár András vezette magyar csapatok VII. hadteste és Schlik vezette osztrák haderő között. A település akkori létszáma 1840 fő, a szabadságharcokat követően 1803 fő, a kiegyezést követően ismét növekedésnek indul: 2210 fő.
Az első világháborút követően a születések száma stagnált, de az 1919-es éveket követően megfelelően alakul. A világháborút követő 1920. évi XXXVII. törvénycikk alapján végrehajtott földreform következtében a kisgazdák, és a háborúban részt vett katonák csaknem 4370 hold földhöz jutottak, amelyet az ecsédi középbirtokosok vettek el, nagyjából 230 katasztrális hold szántót és 59 katasztrális holdnyi házhelyet. Így jutott a későbbiekben a Fáy család nagyobb birtokjoghoz, amely révén Ecséden, mint nagy földbirtokos művelte a földjeit.
A második világháborúban a magyar katonák több fronton harcoltak, sok település fiatal férfiai vettek részt a harcokban, s a háború végéig több százezer katona lelte halálát. Ezek közül is kiemelkedik a magyar hadtörténet szörnyű tragédiája, a Don-kanyar nevezetes csatája (1943. január 12-én), amely egy idő után egyoldalúvá vált, s ezért "(…) közel kétszázezer katona lelte halálát (…)." Az ütközetben számos Heves vármegyei polgár, így ecsédiek is részt vettek.
Az 1950-1960-as években a településen a közösségi élet szélesedése volt jellemző, létrejöttek a termelőszövetkezetek. Az 1956-os forradalom és szabadságharc forrongó hangulata itt is érződött, majd a Kádár-korszakban az életszínvonal némiképp javult. Bár "nehéz egységben látni a nevéhez fűződő korszakot. (…) De az emberek mindennapi élete sokkal elviselhetőbb és veszélytelenebb volt, mint akár a háborúkat megelőző években, (…)."
A hagyományoknak nagy jelentőségük van a településen, már az 1946-os megalakulást követően is sokat emlegették az ecsédi népi tánccsoportot, amelynek vezetője Péter József úr volt. Az 50-60-as években sikert sikerre halmoztak, több ünnepség alkalmából is fellépett helyben és más kisebb településeken, városokban. Az 1960-as években megkezdődött a népdalok és népszokások tudatos gyűjtése, majd az 1964-ben bemutatták az "Ecsédi lakodalmas" című táncjátékot, amely híressé tette az ecsédieket, nemcsak a népi tánccsoportok között, hanem az egész országban.
Ekkortól kezdve széles körben, ország- és világszerte sokfelé előadták bemutatása, 1974. március 2-án az Ecsédi Népdal Kör és Szövetkezeti Népi Együttes előadását tűzték műsorra a fővárosban az Egyetemi Színpadon. A Szabad Föld 1978. július 4-i számában olvasható, hogy "az Együttes léte és tevékenysége Ecséd hagyományőrző erejében gyökerezik (…)." A '90-es években már csak kisebb közösségek előtt léptek fel a lakodalmassal, majd az 1993-ban fiatal iskolások bevonásával megalakult az ecsédi nép táncegyüttes ifjúsági csoportja, amely azóta is létezik. Folyamatosan fellépnek helyi települések ünnepségein, vagy a határon túli magyar településeken. A néphagyományok közül azonban nemcsak a néptánc, a népszokások terén alakult, újult meg a hagyomány gyakorlása, hanem a vallási hagyományok folytatásaképpen, fiatal elhivatott diákok részvételével jött létre a Máriás lányok társulata és a cserkész csoport helyi szervezete, 1995-ben. Fontos szerephez jutnak a hagyományőrző csoportok, mind vallási, mind a népi életben, céljuk a hagyományok tiszteletének megtartása.
A Máriás lányok, - akik a témából fakadóan kiemelkedő szerepet kapnak a búcsújárás kapcsán -, a második világháború óta 1995-ben szerveződtek újjá. Tevékenységük természetesen megélénkült, s a régi szokásokat megőrizve és folytatva, minden évben zarándoklatok indulnak a Mária ünnepeken. De mint azt már a fentiekben említettem, nemcsak a helyi néphagyományok, szokások, népi játékok, vallási gyakorlatok formái erősödtek meg, hanem a régi történetek is a felszínre kerültek, mint például Szentlapos története. A történet régi iratokon, feljegyzéseken és szájhagyományon alapul, amelynek jelentősége az ecsédi búcsújárás megelevenedésében rejlik.

## Közélete

### Polgármesterei
- 1990–1994: Bóta Lajosné (független)[3]
- 1994–1998: Bóta Lajosné (független)[4]
- 1998–2002: Bóta Lajosné (független)[5]
- 2002–2006: Süki Lóránt (független)[6]
- 2006–2010: Süki Lóránt (független)[7]
- 2010–2014: Maksa Mátyás (Fidesz–KDNP)[8]
- 2014–2019: Maksa Mátyás (Fidesz–KDNP)[9]
- 2019–2024: Maksa Mátyás (Fidesz–KDNP)[10]
- 2024– : Maksa Mátyás (Fidesz–KDNP)[1]

## Népesség
A település népességének változása:
| Lakosok száma | 3180 | 3171 | 3094 | 3068 | 3133 | 3067 | 3070 |
|               | 2013 | 2014 | 2015 | 2021 | 2022 | 2023 | 2024 |

2001-ben a település lakosságának 99%-a magyar, 1%-a cigány nemzetiségűnek vallotta magát.
A 2011-es népszámlálás során a lakosok 90,2%-a magyarnak, 0,2% bolgárnak, 1,5% cigánynak, 0,2% németnek mondta magát (9,8% nem nyilatkozott; a kettős identitások miatt a végösszeg nagyobb lehet 100%-nál). A vallási megoszlás a következő volt: római katolikus 69,8%, református 3,9%, evangélikus 0,6%, görögkatolikus 0,2%, felekezeten kívüli 6,6% (18,2% nem nyilatkozott).
2022-ben a lakosság 93,8%-a vallotta magát magyarnak, 1,2% cigánynak, 0,2% ukránnak, 0,2% németnek, 0,2% románnak, 0,1% szlováknak, 1,5% egyéb, nem hazai nemzetiségűnek (6,2% nem nyilatkozott; a kettős identitások miatt a végösszeg nagyobb lehet 100%-nál). Vallásuk szerint 48,1% volt római katolikus, 3,7% református, 0,3% görög katolikus, 0,2% evangélikus, 1,1% egyéb keresztény, 1,9% egyéb katolikus, 10,5% felekezeten kívüli (34,2% nem válaszolt).

## Nevezetességei
- Fáy-tanya (lovas birtok)
- Tájház
- Aglária borászat
- Szentlaposi Szűzanya-kápolna, Szentkút-völgy (kegyhely)
- Bánya-tó (horgásztó)

## Híres emberek
- Itt született 1872-ben Richter Gedeon gyógyszerész, a gyógyszergyár alapítója.
- Itt halt meg 1937-ben Pikler Gyula magyar jogbölcsész, egyetemi tanár.